# کورش اسدی
کورش اسدی (۱۸ مرداد ۱۳۴۳–۲ تیر ۱۳۹۶) نویسنده داستان کوتاه معاصر ایرانی ویراستار و مدرس داستان‌نویسی بود. وی نگاهی جدی به داستان کوتاه داشت و در اغلب داستان‌هایش فضاهای بکری را تجربه می‌کرد.
مجموعه داستان «باغ ملی» این داستان‌نویس در روز جمعه ۶ آذر ۱۳۸۳ به عنوان برندهٔ چهارمین دورهٔ برگزاری جایزهٔ گلشیری در بخش بهترین مجموعه داستان سال ۱۳۸۲ از دید داوران معرفی شد.

## زندگی
کورش اسدی در ۱۸ مرداد ۱۳۴۳ در آبادان زاده شد. شروع داستان‌نویسی وی از دوران نوجوانی‌اش بود. اسدی از اواخر دورهٔ دبیرستان احساس کرد می‌تواند داستان بنویسد و به همین دلیل از همین دوران شروع کرد به نوشتن اما چون کسی را نمی‌شناخت این نوشتن به شکلی شخصی باقی ماند تا آن‌که در سال ۱۳۵۹ به همراه خانواده به تهران مهاجرت کردند. در دورهٔ دبیرستان علاوه‌بر نوشتن، به‌طور جدی شروع به خواندن ادبیات کرد و در دورهٔ سربازی بنا به گفته خودش، آثار تمام داستان‌نویسان مطرح ایران و داستان‌های جدی خارجی را خواند. پس از سربازی با هوشنگ گلشیری آشنا شد و با او تماس گرفت و اولین نوشته‌هایش را به او داد و دوستی‌اش با او شکل گرفت و نگاه وی نسبت به داستان آرام‌آرام شکل گرفت.
در آن مقطع چیزی که بر وی تأثیر گذاشت دیگر اعضای جلسات پنجشنبه‌ها در تهران بودند که اکثرشان اهالی خوزستان بودند؛ قاضی ربیحاوی و یارعلی پورمقدم از مسجدسلیمان، همین‌طور کامران بزرگ‌نیا و دیگران. وی از خلال این جلسات با آن‌ها دوست شد و آن‌ها روی وی تأثیر زیادی گذاشتند و بعدها با هم جلسات جداگانهٔ داستان خوانی گذاشتند. سال ۱۳۶۶ یا ۱۳۶۷ بود که اسدی اولین داستان‌های جدی‌اش را نوشت که بعدها مجموعه داستان شد.
چیزی که بیشتر در داستان برای وی مطرح بود جستجو به دنبال چیزی گمشده و کشف یک راز (که معمولاً در زندگی شخصیت داستان است) بود.

## جوایز
- برنده دورهٔ چهارم جایزهٔ گلشیری (۱۳۸۳) بخاطر مجموعه داستان باغ ملی، نشر سالی
- رمان راه‌یافته به دور نهایی هفتمین جایزه ادبی هفت اقلیم ۱۳۹۶ بخاطر رمان کوچه ابرهای گمشده، نشر نیماژ
- رمان برگزیده دوره‌های هفدهم و هجدهم: سال‌های ۹۵–۱۳۹۴ (دو سالانه) جایزه ادبی مهرگان
- مجموعه داستان تحسین شده هیئت داوران جایزه ادبی مهرگان دوره‌های دوازدهم و سیزدهم: سال‌های ۹۵–۱۳۹۴ (دو سالانه) مجموعه داستان گنبد کبود، نشر نیماژ

## درگذشت
کورش اسدی، شب شنبه سوم تیر ۱۳۹۶ در ۵۲ سالگی در خانه خود در تهران درگذشت.
پیکر کورش اسدی در میان بدرقهٔ خانواده، دوستان و هوادارانش از خانهٔ هنرمندان به قطعهٔ نام آوران بهشت زهرا منتقل و به خاک سپرده شد.
تنی چند از دوستان و نزدیکان این نویسنده سخنانی دربارهٔ ویژگیهای او ایراد کردند.
پس از مرگ او اعلام شد که با توجه به درگذشت او در منزل شخصی، پیکر وی برای مشخص شدن علت مرگ به پزشکی قانونی تحویل داده شده‌است. اما حتی پس از مراسم تشییع و دفن و بزرگداشت وی، علت مرگ کورش اسدی رسماً اعلام نشد. هرچند اخبار غیررسمی حاکی از مرگ خودخواسته او بود. مجله الکترونیک پاد داتیک، که روز پنجشنبه ۲۲ تیر ۱۳۹۶ و پس از گذشت بیست روز از مرگ کورش اسدی، به قلم و همت جمعی از نویسندگان و اهل قلم و دوستان اسدی منتشر شده‌است، بر خبر خودکشی کورش اسدی صحه می‌گذارد و با پرداختن به موضوع خودکشی و آن هم از نوع «خودکشی با گاز» برای نخستین بار این خبر را تأیید کرده‌است.
عاطفه چهارمحالیان، نویسنده و همسر کورش اسدی روز ۲۸ تیرماه در گفتگویی با بی‌بی‌سی فارسی تأیید کرد که اسدی هنگامی که در خانه‌اش در تهران تنها بوده با گاز خودش را کشته‌است.

## آثار
مجموعه داستان
- پوکه باز، تهران: نشر آگه، زمستان ۱۳۷۸[۱۲]
- باغ ملی، تهران: نشر سالی، ۱۳۸۲[۱۳]
- پایان محل رؤیت است، تهران: نشر ثالث، ۱۳۸۷[۱۴]
- گنبد کبود، تهران: نشر نیماژ، ۱۳۹۴
- رمان بلند «کوچه ابرهای گم‌شده»، تهران: نشر نیماژ، ۱۳۹۵
- آنتولوژی داستان خوزستان دریچه جنوبی همراه با غلامرضا رضایی (داستان نویس) تهران ،نشر نیماژ ،۱۳۹۷[۱۵]

ویراستار
- پینوکیو، قصه‌گو: لوسی، تصویرگر: ماریا فیلیپو، ترجمه: مهشید تولایی، ویراستار: کورش اسدی، تهران: نشر ثالث - کتاب‌های سارا، ۱۳۸۰[۱۶]
- علی‌بابا و چهل دزد، قصه‌گو: لوسی، تصویرگر: ماریا فیلیپو، ترجمه: مهشید تولایی، ویراستار: کورش اسدی، تهران: نشر ثالث - کتاب‌های سارا، ۱۳۸۰[۱۷]
- کتاب جنگل، قصه‌گو: لوسی، تصویرگر: ماریا فیلیپو، ترجمه: فریبا ظهیری، ویراستار: کورش اسدی، تهران: نشر ثالث - کتاب‌های سارا، ۱۳۸۰[۱۸]

## از گفته‌های اسدی
- کورش اسدی چند سال پیش گفته بود: «آغاز نویسندگی ما در یک دوره همراه با محدودیت و نبود امکانات بود. هرچند در آن دوره دست کم مجلاتی مثل آدینه و دنیای سخن منتشر می‌شدند. هرچه زمان گذشت، بدتر شد و به دوره بسته‌ای رسیدیم که فقط می‌خواستند نظارت کنند.»[۱۹]
- وی که کتابی دربارهٔ نمایشنامه‌نویسی و داستان‌گویی غلامحسین ساعدی نوشت تحت تأثیر این نویسنده ایرانی گفته بود: «ساعدی هم روی مسائل اجتماعی کار کرده و این مسائل را به ماده‌ای برای داستان تبدیل و با فرم‌های ادبی قدیمی ترکیب کرده و داستان‌هایی محکم از آن‌ها درآورده است. خواندن چنین داستان‌هایی خیلی به ما کمک کرد.».[۱۹]

## پی‌نوشت
1. ↑  «باغ ملی در نشر سالی»،  همشهری.
2. ↑  «چهارمین دورهٔ جایزهٔ ادبی گلشیری»،  مجلهٔ فروغ.
3. ↑  علیخانی، امروز روز تولد «کورش اسدی» است.
4. ↑  اسدی و  فرزین، «جهان رازآلود آقای داستان‌نویس»، عصر آدینه.
5. ↑  اسدی و  فرزین، «جهان رازآلود آقای داستان‌نویس»، عصر آدینه.
6. ↑  اسدی و  فرزین، «جهان رازآلود آقای داستان‌نویس»، عصر آدینه.
7. ↑  «کورش اسدی، نویسنده ایرانی در ۵۲ سالگی درگذشت».
8. ↑  «کوروش اسدی برنده جایزه گلشیری در گذشت». ۳ تیر ۱۳۹۶. دریافت‌شده در ۳۰ تیر ۱۳۹۶.[پیوند مرده]
9. ↑  بدرقه کوروش اسدی به خانه ابدی
10. ↑  خودکشی کورش اسدی با گاز؛ با انتشار یک مجلۀ الکترونیک اعلام شد
11. ↑  «گفتگو با آتفه چهارمحالیان». بی‌بی‌سی فارسی.
12. ↑  اسدی، پوکه‌باز.
13. ↑  اسدی، باغ ملی.
14. ↑  اسدی، پایان محل رؤیت است.
15. ↑  «دریچه جنوبی». ایسنا. دریافت‌شده در ۲۰۲۰-۰۱-۰۹.
16. ↑  فیلیپو، پینوکیو.
17. ↑  فیلیپو، علی‌بابا و چهل دزد.
18. ↑  فیلیپو، کتاب جنگل.
19. 1 2  «کورش اسدی، مؤمن به نوشتن».